# بيتر تشارلي

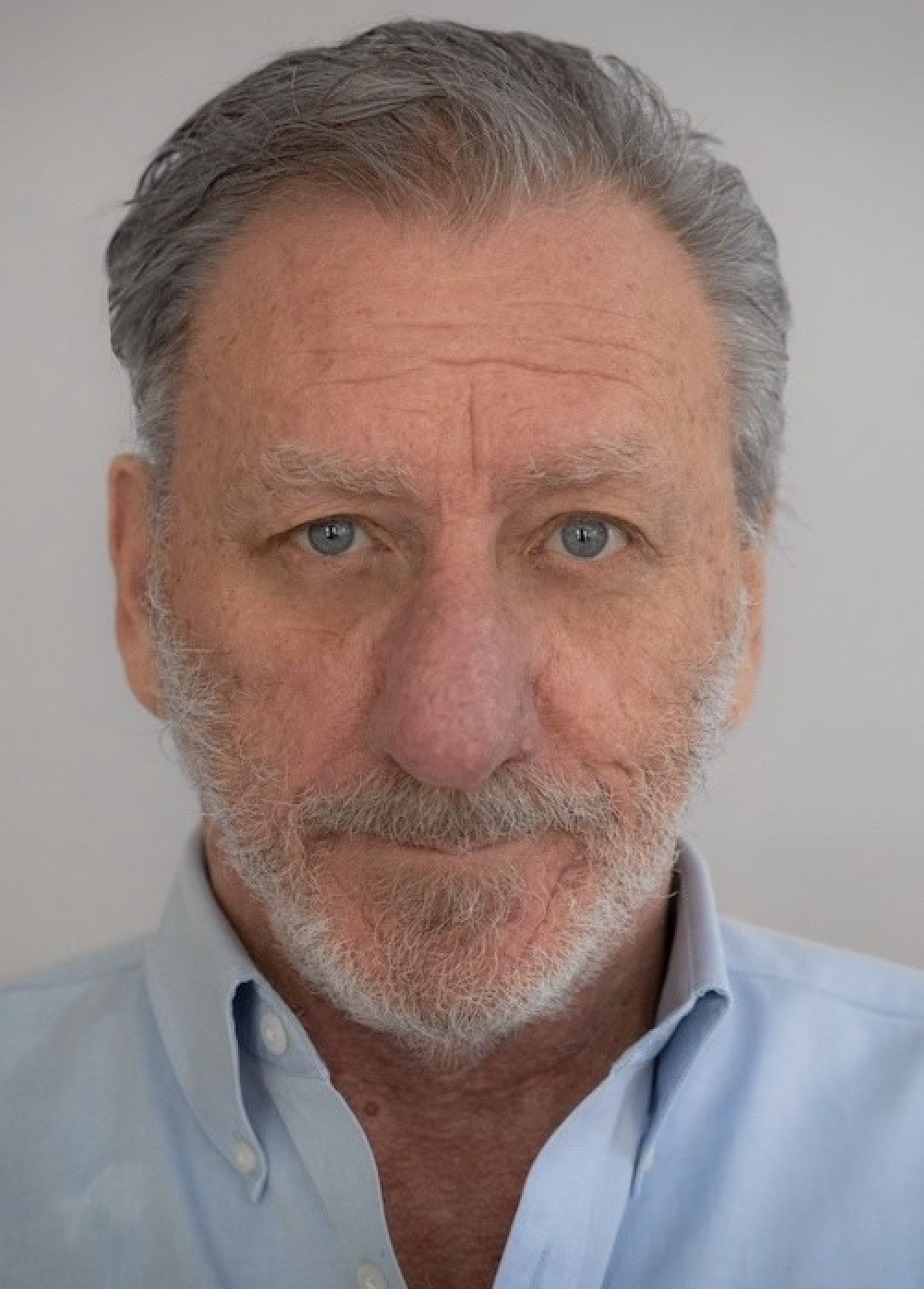
بيتر تشارلي

بيتر تشارلي (بالإنجليزية: Peter Charley) هو صحفي أسترالي، ولد في 15 يونيو 1956.